# Bavnehøj Kirke

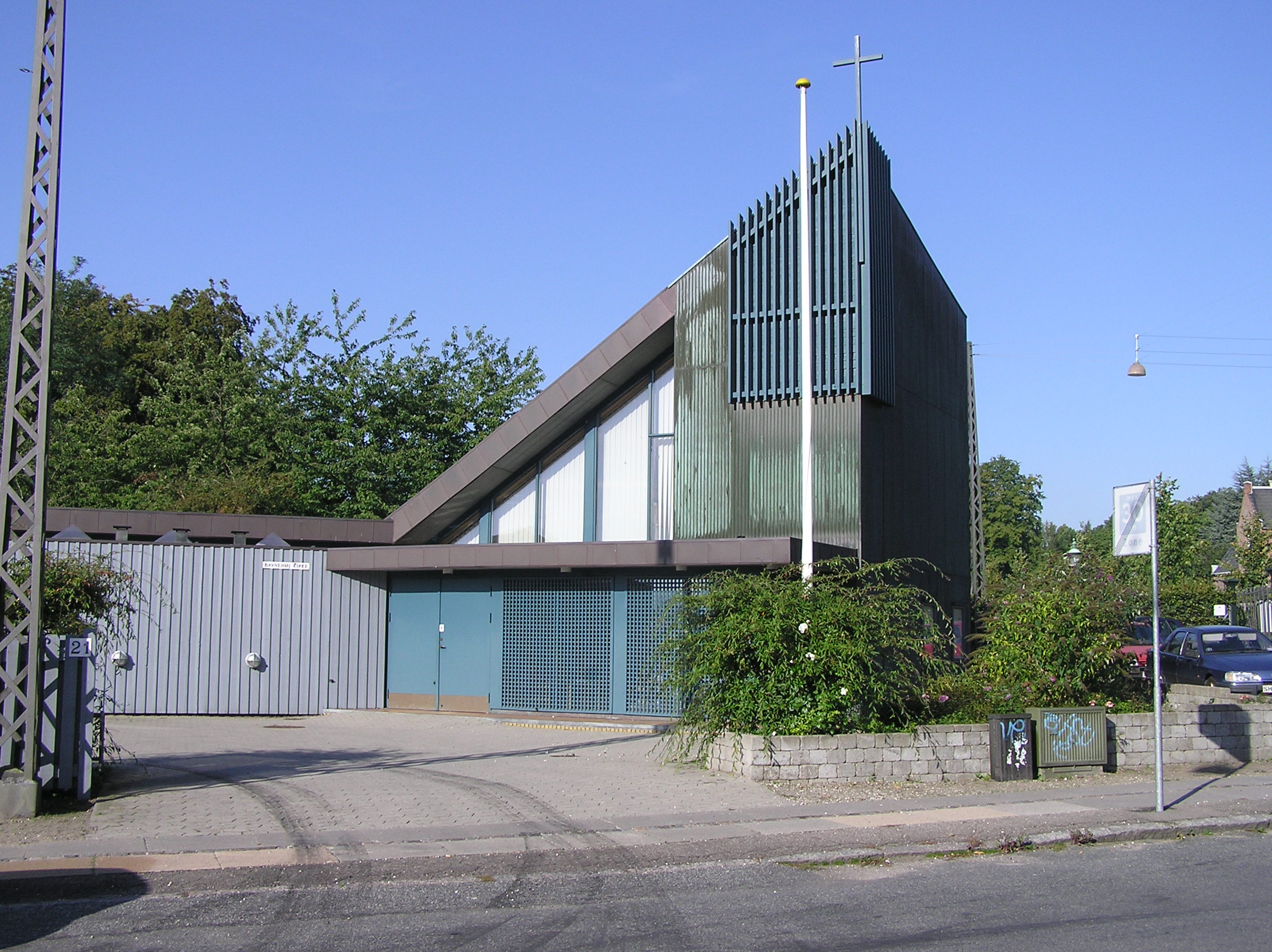
Bavnehøj Kirke

Die Bavnehøj Kirke ist eine Kirche östlich des Vestre Kirkegård im Kopenhagener Stadtviertel Vesterbro. Sie wurde 1977 von dem Architekten Holger Jensen als lutherisches Gotteshaus erbaut. Heute wird sie von einer serbisch-orthodoxen Gemeinde weiter als Kirche genutzt und trägt den Namen „Serbisch-orthodoxe Kirche des Heiligen Georg“. 

## Geschichte
Die Bavnehøj Kirke ist nach einem alten Hügel am Sjælør Boulevard benannt. Die erste Kirche wurde am 31. Oktober 1948 in einer ehemaligen Flüchtlingsbaracke eingeweiht, die zu einer provisorischen Kirche umgebaut wurde. Das Viertel am Tranehavevej gehörte zur Gemeinde der Enghave Kirche, aber im Bavnehøj-Viertel gab es Bedarf für eine Kirche. So wurde 1976/77 die heutige Kirche von dem Architekten Holger Jensen erbaut und am 19. Juni 1977 eingeweiht. 1990 wurde von dem Architekten Peter Brogaard ein Gemeindehaus dazugebaut. In Verbindung mit dem Gemeindehaus wurde ein Gemeindekindergarten eingerichtet. Die Bavnehøj-Kirche gehörte bis zur Schließung am 1. Dezember 2013 zur Dänischen Volkskirche. Im folgenden Jahr wurde sie für 2,55 Millionen DKK an die Serbisch-Orthodoxe Kirche in Dänemark verkauft.

## Beschreibung

### Äußeres
Das Gebäude ist fast in Nord-Süd-Richtung ausgerichtet, der Kirchenraum in Nordwest-Südost-Richtung. Der ursprüngliche Teil des Gebäudes besteht aus zwei verschiedenen Teilen, dem eigentlichen Kirchensaal mit Eingang und Sakristei, und einem Gemeindesaal, der auch eine Küche und die Toiletten enthält. Der erste Teil ist sowohl durch den Grundriss als auch den Aufriss als der bedeutendere Teil gekennzeichnet. Im Grundriss ist der eigentliche Kirchenteil eine unregelmäßige, an allen Seiten abgestufte Form, die in einem 45°-Winkel zum alltäglicheren Teil des Komplexes steht, der als rechteckiger Flügel angebaut ist. Der Eingang der Kirche ist eine Verlängerung des niedrigen Gemeindetrakts, dessen Dach sich hoch über ihn erhebt. Da die Dachlinie auf dieser Seite ebenfalls um 45° ansteigt, bildet die Fassade über dem Eingang ein rechtwinkliges Dreieck mit einer turmartigen Spitze, die sich an den Seiten und hinten verjüngt und in einem Winkelspiel von 15° und 45° wieder ansteigt.
Was die Materialien betrifft, so ist das Gebäude als Holzskelett konstruiert, das unter anderem mit rostfreien Stahlbolzen zusammengefügt und im Bereich der Kirche mit Kupferblechen verkleidet ist. Der übrige Teil des Komplexes ist mit einer einfachen Holzverkleidung aus vertikalen, hellblau gestrichenen Pfosten versehen. Der Überhang sowohl an der Eingangsfassade der Kirche als auch am Eingang des Flügels besteht aus Stein mit Stahlverkleidung. Der sich verjüngende Turm der Kirche wird durch ein kräftiges Lamellengitter hervorgehoben, auf dessen Spitze ein Kreuz steht. Der Eingangsbereich wird durch die Eingangstür und ein dreiteiliges Drahtgitter gebildet. Der Kirchensaal wird vor allem durch das dreieckige Fenster über dem Haupteingang beleuchtet. Darüber hinaus gibt es in den beiden Nischen der Rückwand je einen Lichtschlitz und zum Hof hinter dem Gebäude hin zwei rechteckige Fenster sowie ein durchgehendes Band niedriger Fenster unter der Decke. Der Kirchensaal wird nur von zwei rechteckigen Fenstern im Erdgeschoss unterbrochen, die zur Bavnehøj Allé weisen. Der hintere Teil des Kirchensaals ist fensterlos, aber mit einer hellblauen Tür versehen.

### Inneres
Das Gebäude besteht aus relativ wenigen Räumen. Ein Flur direkt am Haupteingang führt direkt in den Kirchensaal, zur Orgelemporen-Treppe und zum Pfarrerzimmer. Der schlichte Kirchenraum mit der Orgelempore über dem Presbyterium als markantestem Element kann durch eine Faltwand mit anderen Räumen des Gemeindeflügels verbunden werden. Die ursprüngliche Aufteilung des Flügels in Jugendzentrum, Küche und Gemeindesaal sowie Heizungs-, Abstell- und Putzraum wurde bei einem Um- und Erweiterungsbau 1989/90 in drei Säle und einen Abstellraum umgewandelt, wobei die Küche in einen neuen Flügel verlegt und der Heizungsraum im Untergeschoss untergebracht wurde. Die Rupfen-Verkleidung wurde entfernt, und die Räume sind durchgehend weiß, mit Ausnahme der Stirnwand des äußeren Gemeindesaals, die aus einer leeren gelben Ziegelwand besteht. In den Gängen und im Kirchensaal ist der Fußboden mit gelb-braunen Fliesen belegt, während die übrigen Böden aus Stahlbeton bestehen und entweder mit Linoleum oder mit Linoleumfliesen ausgelegt sind. Die Empore hat einen Dielenboden. Der Kirchensaal hat keine eigentliche Dachkonstruktion, da die Dacheindeckung aus Dachpappe direkt auf dem Kiefernholzskelett aufliegt.

### Ausstattung

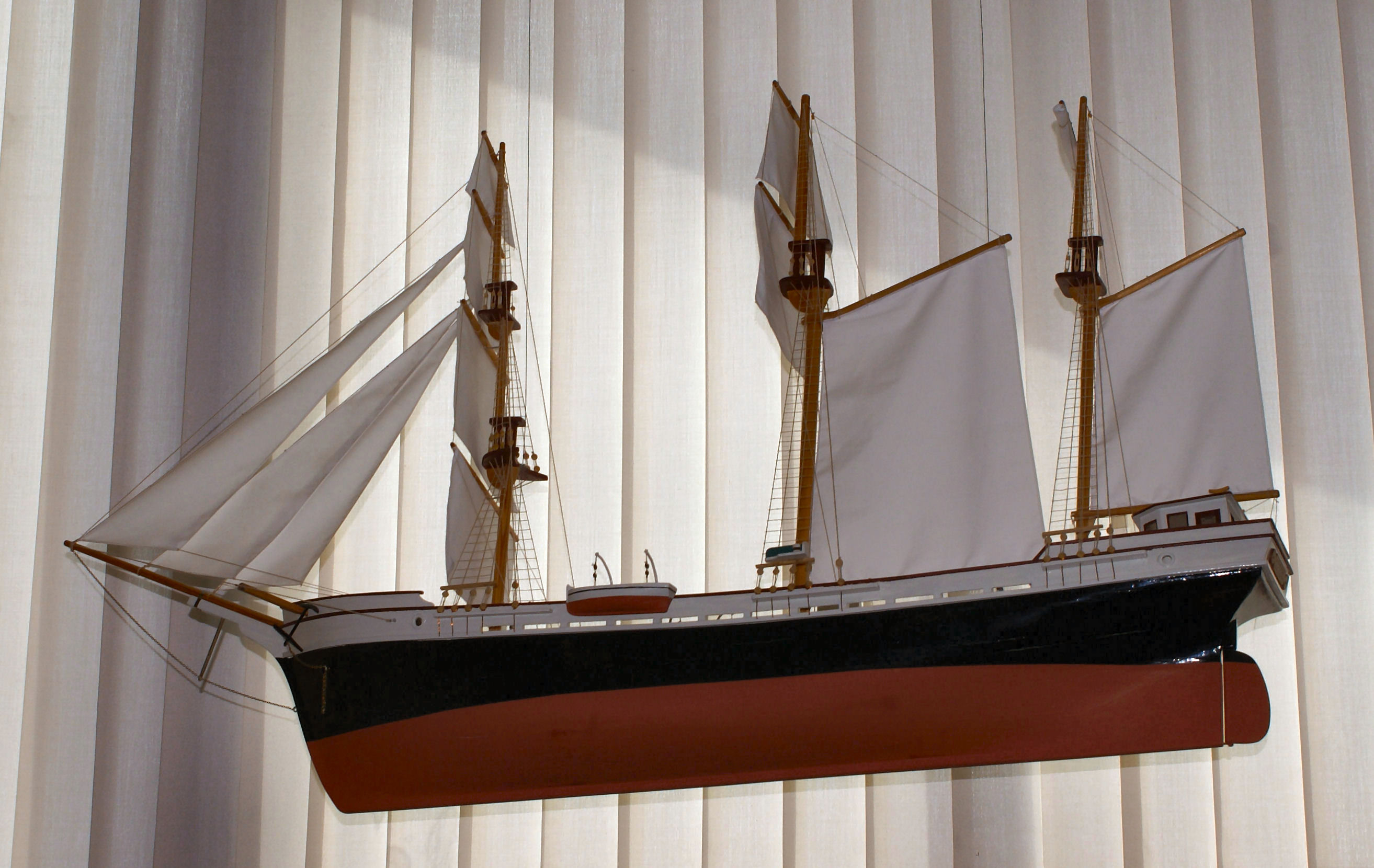
Kirchenschiff „Karla“

Der Altartisch, ein offenes Rahmenwerk aus blankem Kiefernholz, ist mit etwas Abstand von der Wand aufgestellt. Das Altarbild wurde 1994 von Nina Kleivan als vierteiliges Ölgemälde auf Leinwand gemalt, ca. 2,5 × 2 m groß. Das Hauptmotiv ist die Verkündigung: Der Erzengel Gabriel (oben links) und die sitzende Maria (unten rechts) sind in lockeren schwarzen Umrissen auf blauem Grund gezeichnet. Hinzu kommen eine Wolkenformation in Schwarz und Grau (oben rechts) und ein Berg, dessen begleitende Symbole auf die Dreifaltigkeit und die Kreuzigung verweisen (unten links). Bei den Stühlen handelte es sich um von Børge Mogensen entworfene freistehende Stühle (Modell J 39). Die Empore hat eine Brüstung aus vertikal gestaffelten Stangen aus Kiefernholz. 
Die Kirche besaß ein Schiffsmodell „Karla“, einen dreimastigen Schoner mit schwarzem Rumpf, weißer Reling und rotem Unterwasserschiff sowie dem Namen am Heckspiegel. Die Kirche hat drei Glocken, gegossen 1977 von Petit & Fritsen in Holland. Die kleinen Glocken mit einem Durchmesser von 52,2 cm, 45,7 cm bzw. 42 cm haben alle eine eingegossene Inschrift um den Hals: „Gegossen für die Bavnehøj-Kirche von Petit & Fritsen in Holland“ und Inschriften auf dem Korpus: „Gott allein sei die Ehre“, „Christus ist auferstanden“ und „Singet dem Herrn ein neues Lied“.

### Orgel
Für die ursprüngliche Bavnehøj Kirke wurde 1948 ein Harmonium angeschafft, das bis 1961 in Gebrauch war. In jenem Jahr folgte die erste Orgel, die I. Starup & Søn mit vier Registern und einem angehängten Pedal erbaute. Die Disposition lautete:
| Manual    |    |
| Trægedakt | 8′ |
| Rørfløjte | 4′ |
| Principal | 2′ |
| Scharff   | 1′ |

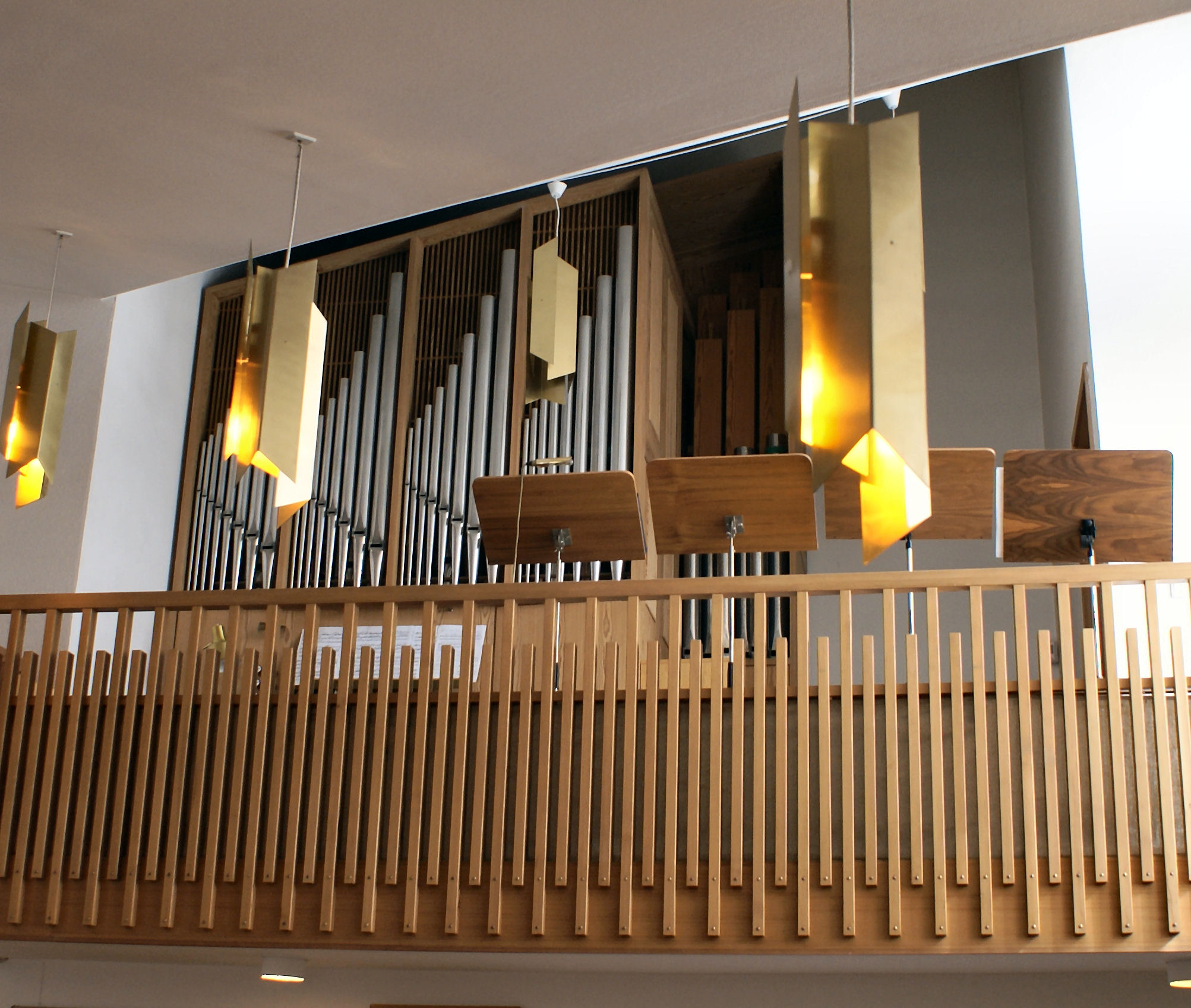
Die Starup-Orgel von 1981, jetzt in der Kapelle des Holmens Friedhofs

Die zweite Orgel wurde 1981 von I. Starup & Søn mit 12 Registern gebaut. Sie hat ein leicht trapezförmiges Gehäuse aus Kiefernholz, wobei im vierfeldrigen Prospekt Pfeifen des Principal 8′ stehen. Das Instrument, das auf der Empore aufgestellt war, wurde nach Schließung der ursprünglichen lutherischen Kirche 2013 an die Kapelle auf dem Holmens Friedhof verkauft. Das Schleifladen-Instrument verfügt über eine mechanische Traktur und folgende Disposition:
| I Hauptwerk C–g3 |    |
| Principal        | 8′ |
| Rørfløjte        | 8′ |
| Spidsfløjte      | 4′ |
| Waldfløjte       | 2′ |
| Mixtur III       |    |

| II Schwellwerk C–g3 |       |
| Gedakt              | 8′    |
| Kobbelfløjte        | 4′    |
| Italiensk Principal | 2′    |
| Nasat               | 1 ⁄3′ |
| Krumhorn            | 8′    |

| Pedal C–f1 |     |
| Subbas     | 16′ |
| Gedaktbas  | 8′  |

Koppeln: II/I, I/P, II/P